# E-3空中預警機

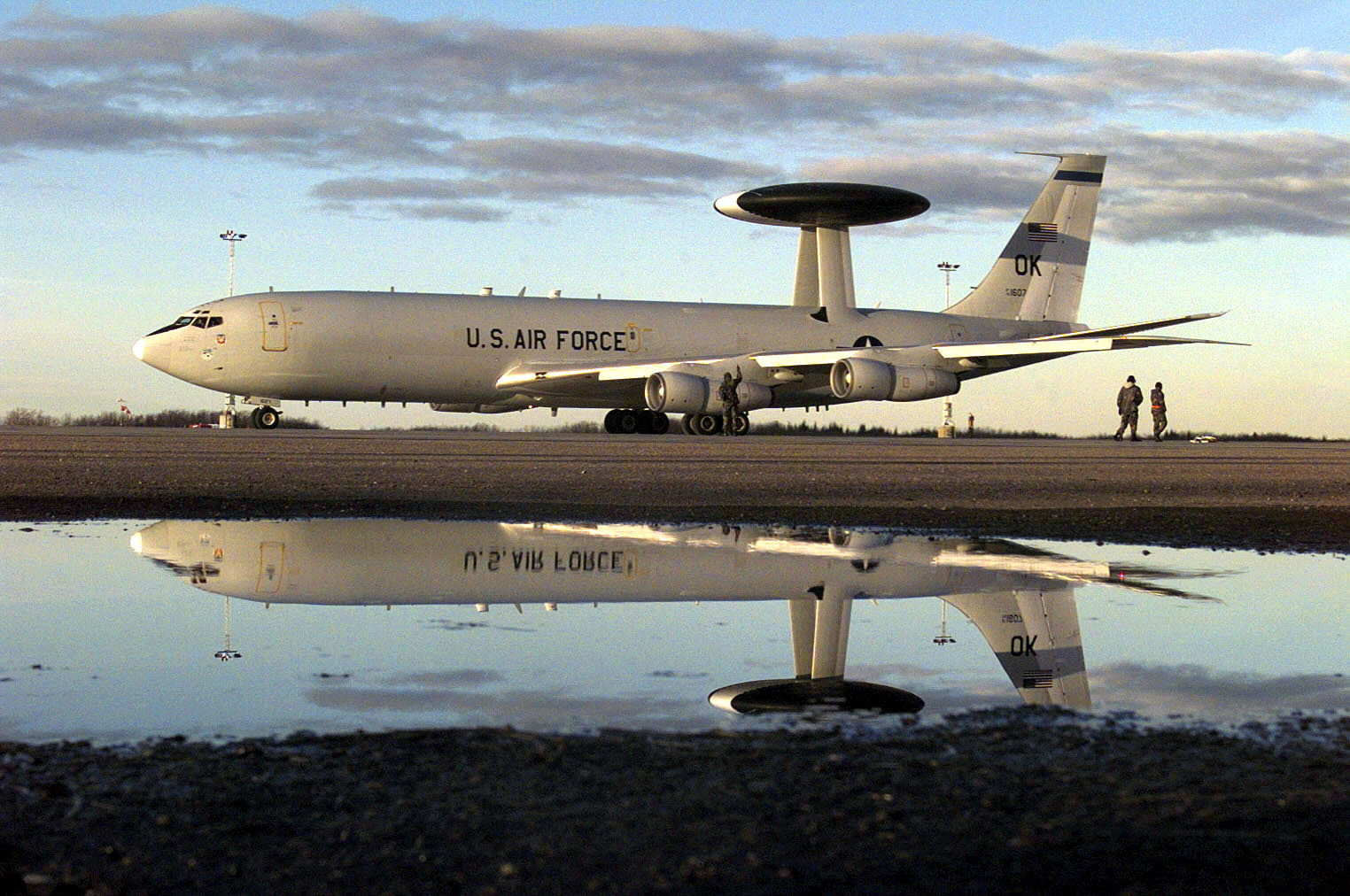
美軍E-3在加拿大冷湖空軍基地

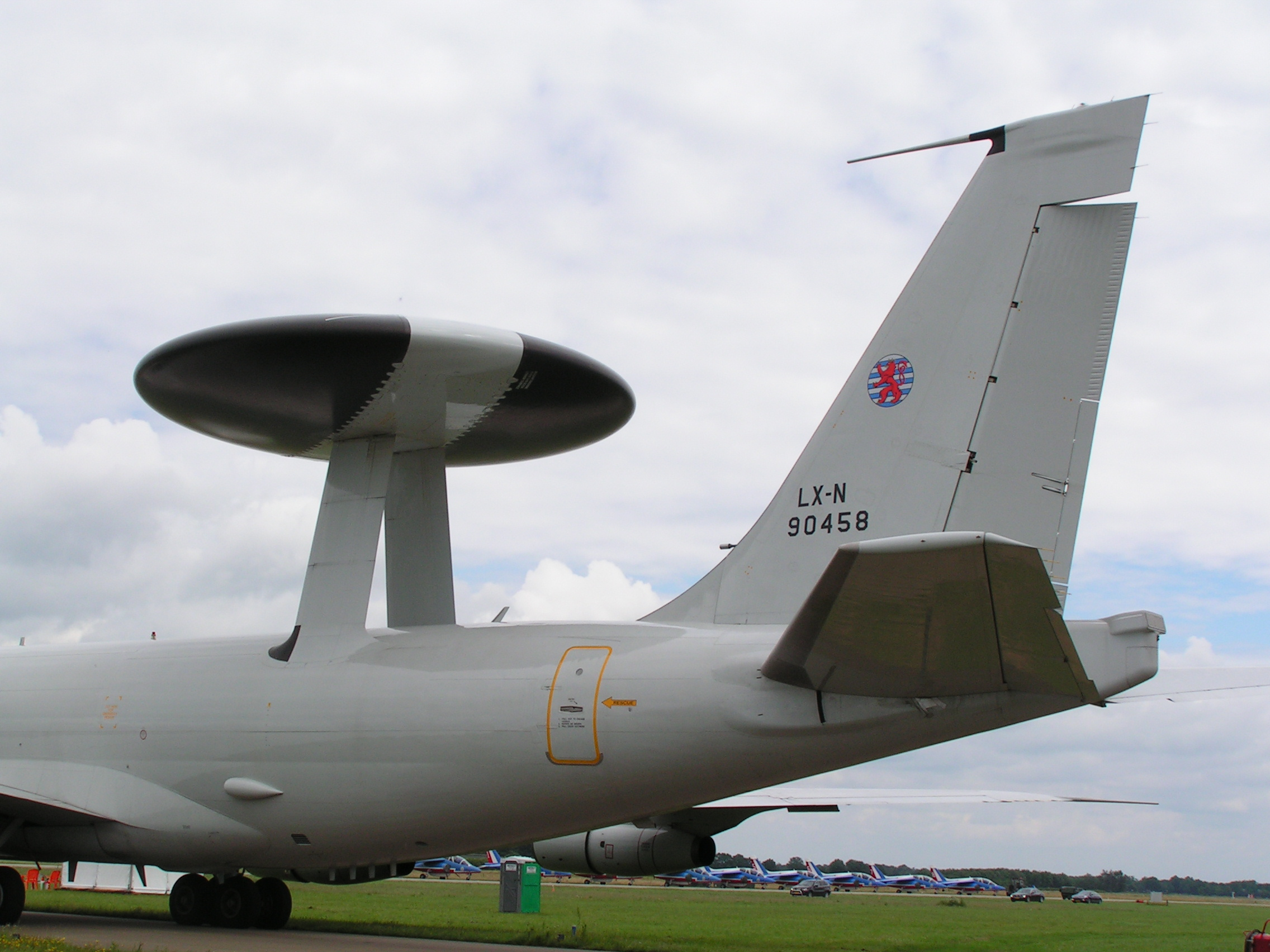
北約E-3有LX開頭的識別碼和盧森堡之獅的圖案

E-3哨兵式預警機（又譯為望樓式）是波音公司生產的全天候空中預警機（AWACS），主力提供管制、控制、通訊、偵蒐等功能。美國、英國、沙烏地阿拉伯、法國、北約組織等國家或組織都有使用，1992年生產線關閉前一共生產了68架。

## 發展背景
E-3預警機是直接在波音707商用機的機身上，加上旋轉雷達模組及陸空加油模組。雷達直徑9.1公尺，中央厚度1.8公尺，用兩根4.2公尺的支撐架撐在機體上方。AN/APY-1/2水平旋轉雷達可以監控地面到同溫層之間的空間（包含水面）。四具引擎可為雷達提供1兆瓦特的電量。
E-3哨兵式預警機所用的都卜勒脈衝雷達可以在250英里(400 km)半徑以上的範圍內偵測低空飛行目標（以雷達地平線為準），而水平脈衝波（BTH）則可在400英里(650 km)範圍內偵測中到高空（同樣以雷達地平線為準）的空中載具，雷達組中的副監督雷達子系統可以進一步對目標進行辨認和標出敵我機，並消去地面物體造成的雜亂訊號 。
美軍E-3機隊2001年進行升級Block 30/35修正專案。升級包含四項增強：
- 電子支援措施（ESM）可以被動偵測到地面或空中的電波發射源。
- 聯合戰情分配系統（JTIDS Link-16）確保資訊流不會阻塞，定位和確認能力加強。
- 增加電腦記憶體以配合JTIDS（Link-16）、ESM和未來升級
- 全球定位系統（GPS）

其他主要子系統是導航、通訊和電腦（資料解讀）等。電腦控制台上的顯示器把資料以圖形和表格方式呈現，監視、確認目標、兵器控制調度、戰術管制、通訊等都是在電腦控制台上完成。E-3的雷達和電腦子系統可以綜整顯示當下戰場狀態，資料隨時收集隨時更新。支援敵機敵船的持續追蹤，資料可以傳給後方指揮中心，緊急時還可以直接傳給美國的國家指揮中心。
在支援空對地行動時，它可以協調禁飛、偵蒐、空運和近距離轟炸支援等等多種戰術；還有全面的空中資訊提供給指揮官進行空戰部署，所以E-3也是極大的空中防禦資產。E-3可以偵測、辨識和追蹤美國和北約遠方邊境的任何飛機並直接調派戰機攔截。
E-3在美國和北約服役的機型一次加油可滯空8小時（4,000英哩），而新型的英、法、沙烏地阿拉伯版本換裝CFM56-2引擎後，一次可以飛10小時（5,000英里），航程還可以用空中加油來延長。另外，機上還有組員輪班休息區。
首架E-3的工程測試評估在1975年10月開始。1977年3月首架E-3投入552空中預警管制中隊（現為552空中管制中隊，駐於奧克拉荷馬州Tinker空軍基地）服役。

### 生產

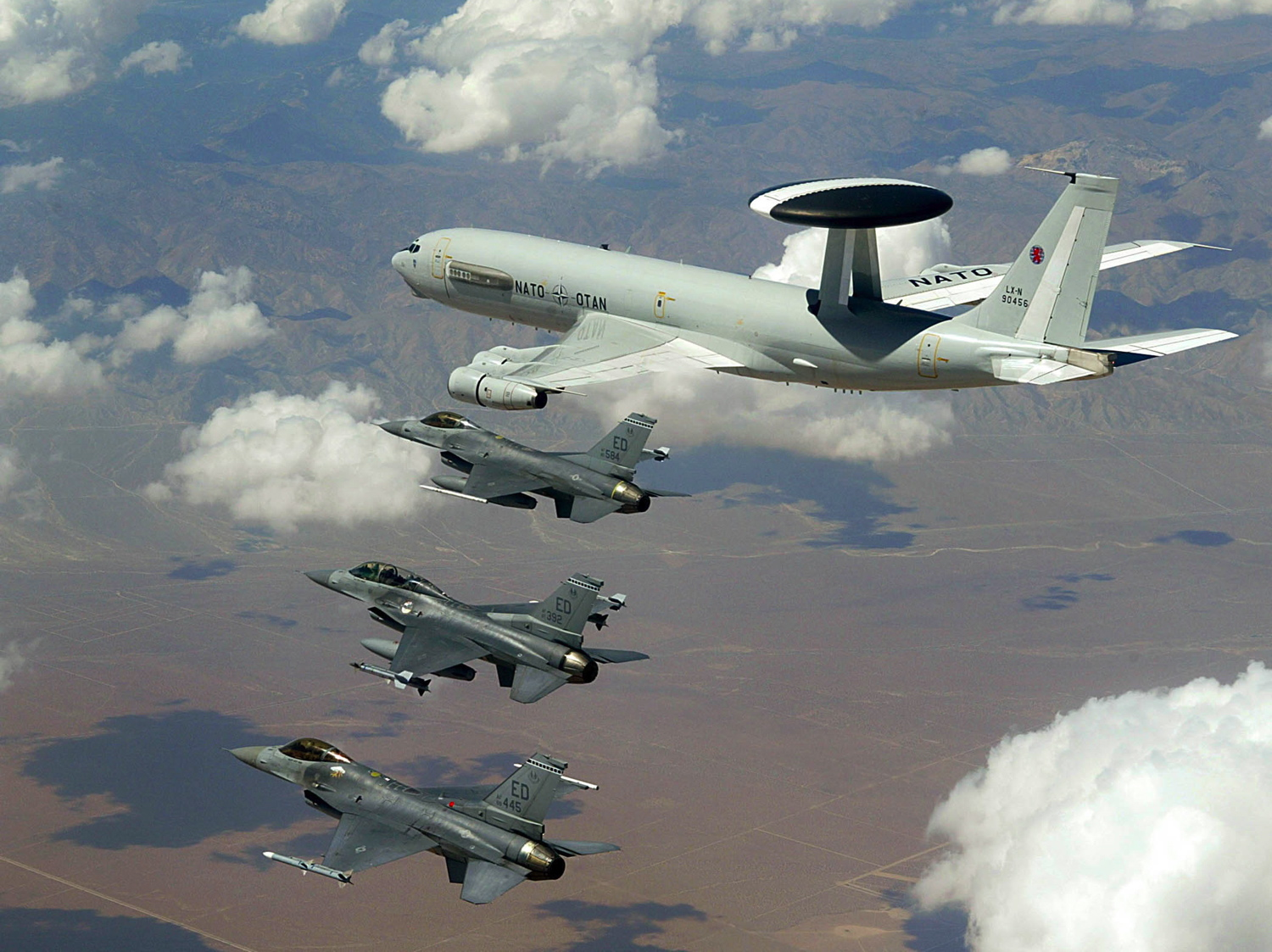
北約E-3和F-16

歷年來總共正式生產了68架，還有兩架半成品（一架隸屬北約、一架隸屬美國空軍） 。
美國空軍現時有33架現役E-3，28架在Tinker空軍基地，隸屬空中指揮部；四架在太平洋空軍部的日本沖繩嘉手納空軍基地和阿拉斯加埃尔门多夫（Elmendorf）基地等處；一架TS-3型則是波音測試機。
北約組織有18架E-3A和相關支援設施。自從規定所有航空器都要有註冊國，北約的18架E-3都註冊在盧森堡這個沒有編制空軍的國家。第一架北約E-3於1982年1月付運，目前因為有一架墜毀，所以其餘17架都暫時庫存檢修。
北約成員國英國和法國並不使用北約的E-3A，而是參加研發專案，發展出自己的E-3。英國擁有七架，而法國有四架，全部都配備新型CFM56-2引擎。英國曾經在1970年代預計用霍克薛利獵迷飛機去接替Avro Shackleton作為預警機平台，後來因為測試結果不理想而改為採用E-3。
沙烏地阿拉伯也有五架E-3，同樣配備CFM56-2引擎。日本有四架波音767的預警機，上面的裝備和E-3幾乎一樣。
E-3第一次參戰是波斯灣戰爭的「沙漠之盾」行動，期間協助建立一個全方位雷達網防堵伊拉克。而在「沙漠風暴」行動期間，E-3完成了400次任務和超過5,000小時的飛行。這是歷史上第一次有預警機雷達紀錄了所有的空戰經過。除了提供即時的敵軍動態，E-3也支援了40次空對空擊落中的38次。
1996年3月，美國空軍513空中管制群，一架E-3列為後備，完成了現役的使命。

## 雷達升級方案
雷達系統升級方案（RSIP）由美國和北約共同開發，以加強E-3的電子反制措施和系統可靠度、可用性和維護性，軟硬體的提升加強了偵測目標的能力，尤其是那些低雷達反射度的物體（如飛彈、匿蹤塗料物體），增強電子反反制手段（electronic counter-counter measures，或ECCM）來對抗現今威脅的能力，雷達的可靠性和可維護性，以內建在控制面板和維修面板的嵌入式測試裝置來達成。
升級利用都卜勒脈衝壓縮波增加資料採樣率、處理範圍、速率解析度，減少訊號完成時間，新的訊號處理演算法加強敏感度和明確範圍判定，也加強雷達設定和監控。雷達系統升級方案是多方面的跳躍式進步，在更遠距離偵測和追蹤更小的目標，好比給雷達加上了望遠鏡。加強雷達硬體的可靠度和可維護性能夠減少備品數量和維修時間。控制和處理演算法可以防止敵人用電戰反制系統或欺敵假目標。
美軍在2004會計年度完成了升級，而法國在2005完成 。

## 未來規劃
由於波音707機體停產已久，所以日本自衛隊的E-3預警機規劃要用上波音767機體。美軍原計畫以諾斯洛普格魯曼所研製同樣使用波音767機體的E-10 MC2A替換機齡漸長的E-3、RC-135和E-8聯合之星指揮機；然而該計畫在美國國防預算的刪減下已經於2007年取消。
然而，由於 E-3C Block 30/35機隊的逐漸老化且過時，為讓E-3C機隊仍能符合在現代戰爭環境下的需要，美軍與波音公司於2011年開始改裝、測試E-3 Block 40/45機型，並計畫於2020年左右將剩下的E-3C機隊升級為Block 40/45標準。Block 40/45是E-3C近30年來最大規模的更新改良計畫；該計畫將全面更新機上的任務電腦系統、人機介面以及軟體。E-3C Block 40/45將能自動化整合機上與機外之情報，以掌控監視區域中的全般動態。

## 使用國

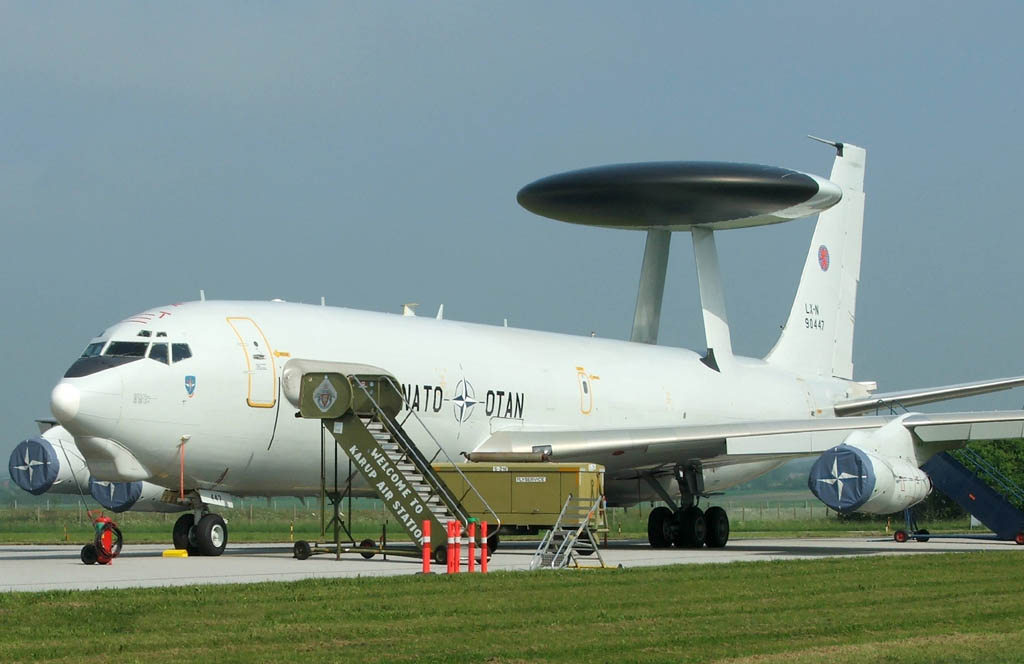
北約E-3

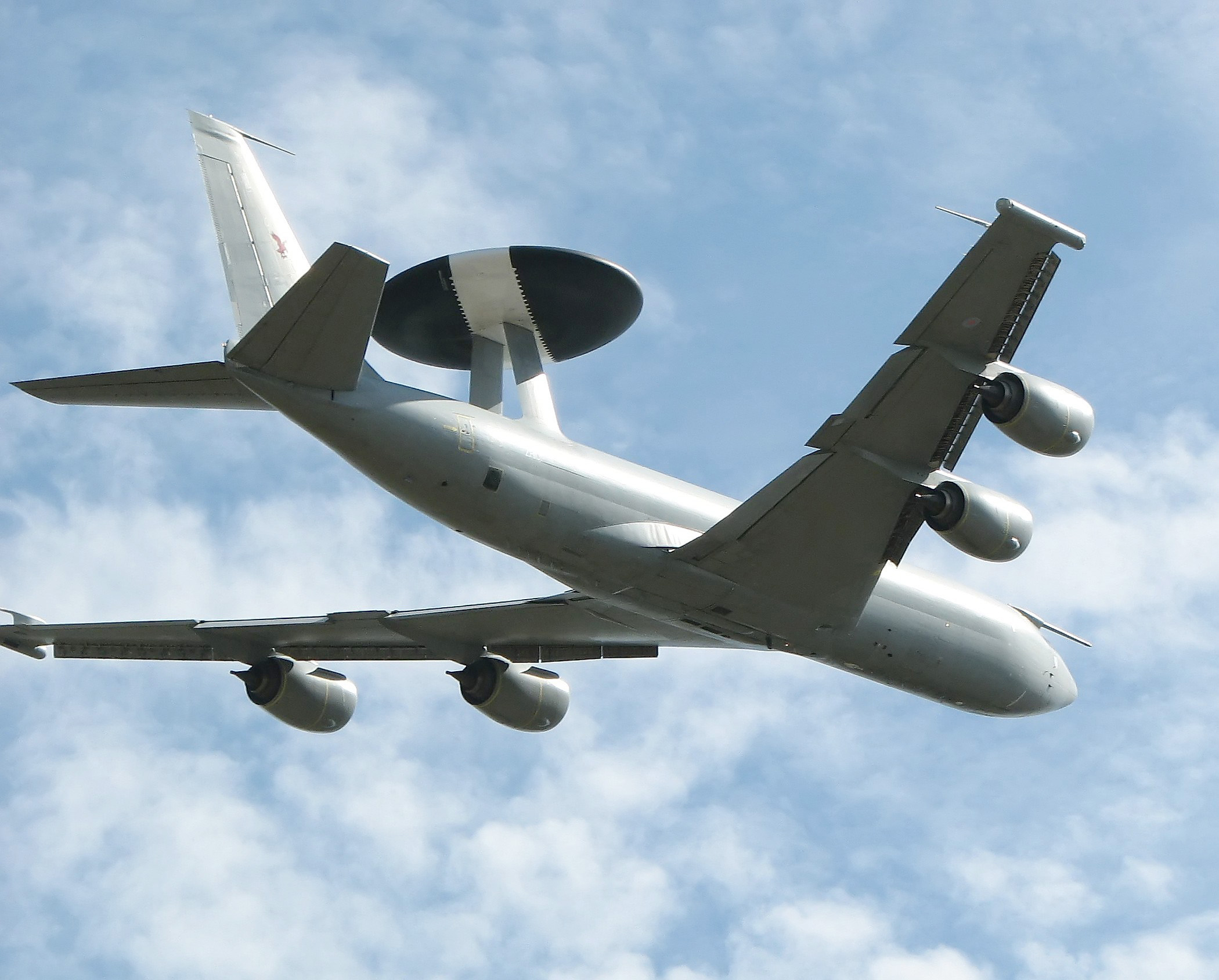
英國E-3

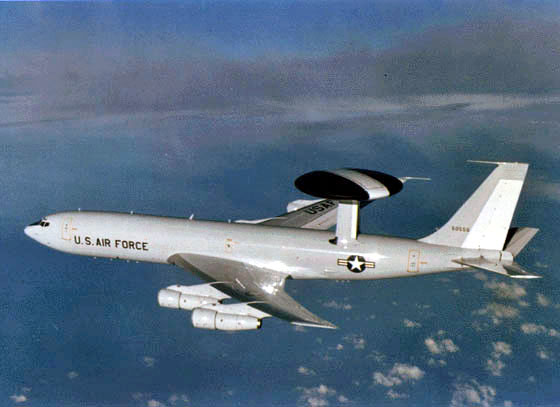
美軍E-3

北約（NATO）駐紮在德國北約基地Geilenkirchen的有18架，後來一架在希臘墜毀。所有飛機的註冊地都在盧森堡，負責監控歐洲區域。
- 中隊 1
- 中隊 2
- 中隊 3
- 訓練隊

 智利：
- 收購3架英國皇家空軍退役的E-3D，取代了唯一1架的EL/M-2075費爾康。[11]

 法國法國有4架E-3F，裝備類似英國E-3D。
- 戰術偵查隊 01.036
- 戰術偵查隊 02.036

 沙烏地阿拉伯沙特阿拉伯有五架E-3A和八架KE-3A加油機，1983年購買。
- 第十八中隊

 英国英國皇家空軍原本有6架E-3D，後增為7架。於1986年12月購買。英國把其命名為為Sentry AEW1。已退役，出售智利空軍3架。
- 第8中隊
- 第23中隊

 美国截至2024年3月，美国空軍有21架現役E-3。1995年9月22日一架E-3B因為左邊兩個引擎吸入鴿子而墜毀，導致24人死亡。另有部份飛機借回波音作測試研發之用。
- 战术空军司令部（英语：Tactical Air Command） 1976-1992
- 美国空军空战司令部 1992-至今
  - 第522空中管制联队（英语：552nd Air Control Wing）,廷克空军基地（英语：Tinker Air Force Base）(俄克拉荷马州)(1976-2023) [12]
    - 第960空中管制中队（英语：960th Airborne Air Control Squadron）(E-3B/C/G)（2001-2023）
    - 第963空中管制中队（英语：963rd Airborne Air Control Squadron）(E-3G) （1976-2023）
    - 第964空中管制中队（英语：964th Airborne Air Control Squadron）(E-3G) （1977-2023）
    - 第965空中管制中队（英语：965th Airborne Air Control Squadron）(E-3G) （1984-2023）
    - 第966空中管制中队（英语：966th Airborne Air Control Squadron）(E-3G) （1976-2023）

  - 第380远征联队（英语：380th Air Expeditionary Wing）,Al Dhafra空军基地（英语：Al Dhafra Air Base）(阿拉伯联合酋长国）
    -  第968远征空中管制中队（英语：968th Expeditionary Airborne Air Control Squadron）(E-3G)
- 美国空军预备役司令部
  - 第513空中管制大队（英语：968th Expeditionary Airborne Air Control Squadron）,廷克空军基地（英语：Tinker Air Force Base）(俄克拉荷马州)
    - 第970空中管制中队（英语：970th Airborne Air Control Squadron）

  - 第413飞行测试大队（英语：413th Flight Test Group）
    - 第10飞行测试中队（英语：10th Flight Test Squadron）
- 美國太平洋空軍
  -  美國空軍第3聯隊（英语：3rd Wing）,埃爾門多夫空軍基地（英语：Joint Base Elmendorf-Richardson）(阿拉斯加州)
    -  第962空中管制中隊（英语：962nd Airborne Air Control Squadron）

  -  美國空軍第18聯隊（英语：18th Wing）,嘉手纳空军基地（日本）
    -  第961空中管制中隊（英语：961st Airborne Air Control Squadron）

## 規格

### 美軍與北約

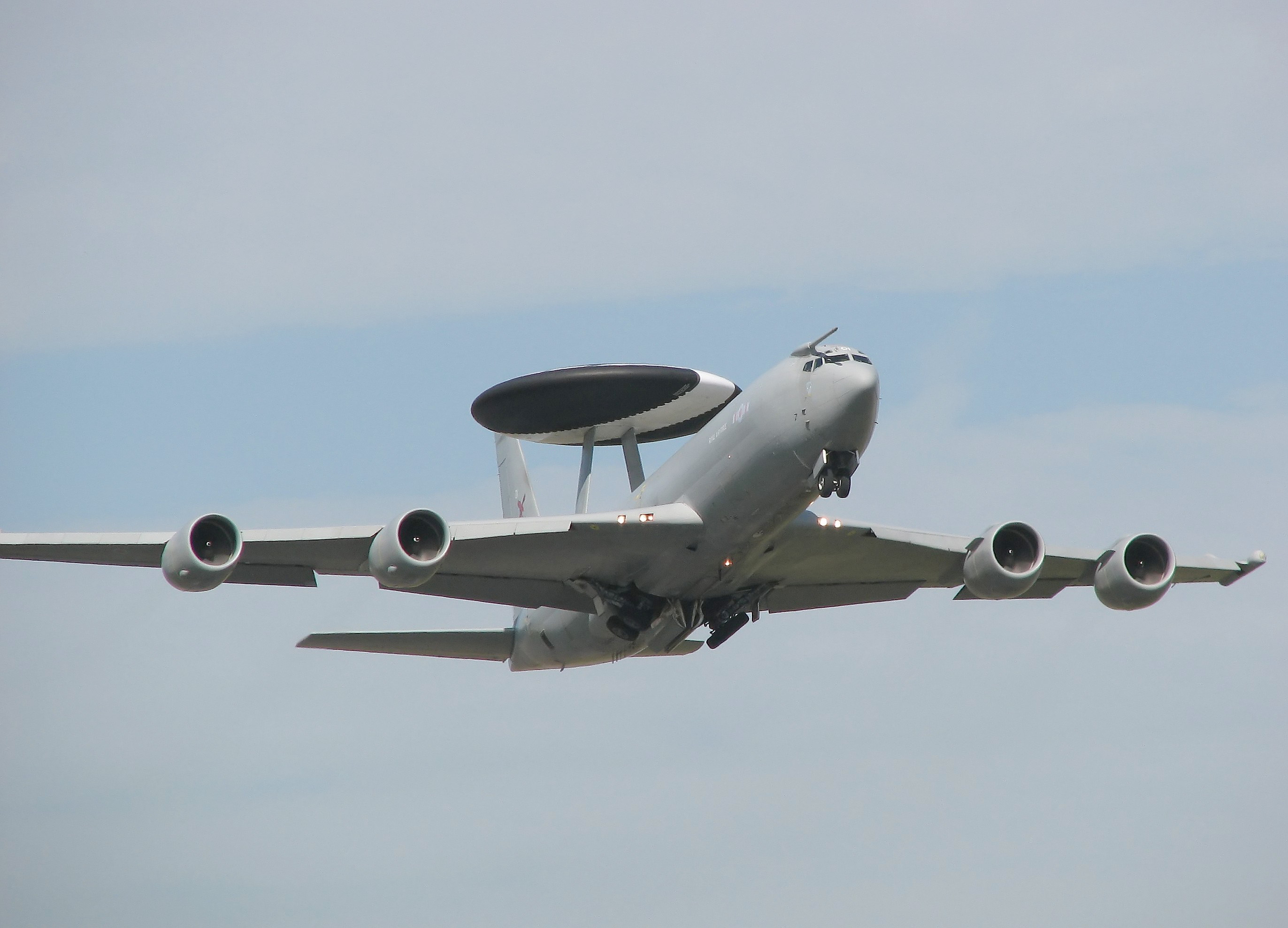
英國 Sentry AEW1

基本信息
- 机组：機員：4名
任務組員：13-19名

性能

### 英國、法國、沙烏地阿拉伯
基本信息
- 机组：機員：4名
任務組員：14名
- 容量：最大35名

性能

## 相關連結
- E-767空中預警機
- P-3AEW&C藍色哨兵式空中預警暨管制機
- P-3C預警機
- 偵察機
- SR-71黑鳥式偵察機

## 外部連結
- Royal Air Force E-3 Sentry information
- NATO AWACS-Spotter Geilenkirchen website
- World's AirSpace's E-3 page